# Louisville Bats
Louisville Bats är en professionell basebollklubb som spelar i International League, en farmarliga på den högsta nivån (AAA) under Major League Baseball (MLB). Klubben är hemmahörande i Louisville i Kentucky i USA.
Moderklubb är sedan 2000 Cincinnati Reds.

## Historia

### Tulsa Oilers
Klubben grundades 1919 i Tulsa i Oklahoma och fick namnet Tulsa Oilers, vilket hade använts av basebollklubbar ända sedan 1905. Klubben började i Western League, som man vann de två första säsongerna.

### Topeka Senators
1930 flyttades klubben till Topeka i Kansas och bytte namn till Topeka Senators. Orsaken var att arenan i Tulsa inte bedömdes vara tillräckligt bra. Klubben stannade dock bara två år i Topeka.

### Tulsa Oilers igen
1932 flyttades klubben tillbaka till Tulsa och återtog smeknamnet Oilers. Redan året efter bytte man liga till Texas League, där klubben sedan spelade i 33 år frånsett ett uppehåll på tre år under Andra världskriget.
1966 bytte man liga igen, nu till AAA-ligan Pacific Coast League, men man spelade bara där i tre år innan man gick över till American Association med början 1969.

### New Orleans Pelicans
När klubben inte fick någon ny arena i Tulsa flyttade man 1977 till New Orleans i Louisiana, och bytte namn till New Orleans Pelicans. Flytten blev dock inte lyckad - man kom sist i ligan och den höga hyran (6 000 dollar per match) gjorde det omöjligt att gå med vinst. Efter bara en säsong hade ägaren fått nog.

### Springfield Redbirds
1978 flyttades klubben återigen, denna gång till Springfield i Illinois. Inte heller där stannade man länge, efter bara fyra år gick flyttlasset igen. Detta var dock ett avtalsbrott och ägaren tvingades betala ungefär 500 000 dollar till staden.
Värt att nämna är att klubben under sin tid i Springfield använde sig av en pitcher som var 63 år gammal, vilket är rekord för Major och Minor League Baseball.

### Louisville Redbirds/RiverBats/Bats
1982 flyttades klubben till Louisville i Kentucky, men man behöll till en början smeknamnet Redbirds. Det följande året blev historiskt när klubben som den första farmarklubben någonsin lyckades locka sammanlagt över en miljon åskådare till sina hemmamatcher.
Klubben spelade fortfarande i American Association, men när den ligan lades ned efter 1997 gick man över till International League. Året efter bytte man namn till Louisville RiverBats.
2002 förkortades namnet till Louisville Bats. Logotypen föreställer en fladdermus, men namnet syftar också på det berömda basebollträt Louisville Slugger, som tillverkas i staden.

## Hemmaarena
Hemmaarena är sedan 2000 Louisville Slugger Field. Dessförinnan spelade man i Cardinal Stadium.
I Tulsa spelade klubben i Oiler Park, i New Orleans i Louisiana Superdome och i Springfield i Lanphier Park. Vad arenan i Topeka hette är okänt.